# Central Fidelity Banks International 1981
Central Fidelity Banks International 1981 - жіночий тенісний турнір, що проходив на закритих кортах з килимовим покриттям Robins Center у Ричмонді (США). Належав до турнірів 3-ї категорії Toyota Series в рамках Туру WTA 1981. Відбувсь утретє і тривав з 10 серпня до 16 серпня 1981 року. Сьома сіяна Мері-Лу П'ятек здобула титул в одиночному розряді й отримала за це 18 тис. доларів США.

## Фінальна частина

### Одиночний розряд
Мері-Лу П'ятек —  Сью Баркер 6–4, 6–1
- Для П'ятек це був перший титул в одиночному розряді за кар'єру.

### Парний розряд
Сью Баркер /  Енн Кійомура —  Кеті Джордан /  Енн Сміт 4–6, 7–6, 6–4

## Розподіл призових грошей
| Дисципліна       | П       | F      | ПФ     | ЧФ     | 1/8    | 1/16 |
| Одиночний розряд | $18,000 | $9,000 | $4,500 | $2,200 | $1,150 | $550 |

## Нотатки
1. ↑  Sporteze.
2. ↑  Турніри з призовим фондом серед жінок принаймні 100 тис. доларів.[1]